# 費爾勞恩 (內華達州)
費爾勞恩（英語：Fairlawn）是位於美國內華達州埃爾科縣的鬼鎮。

## 歷史
費爾勞恩的郵局於1888年設立，其後於1904年停運。

## 地理
費爾勞恩所處的海拔為高於海平面1571米（即5154英呎），而該地所採用的時區為UTC-8，即太平洋时区（PST）。同時該地設有夏令時間，為UTC-8調快一小時，即UTC-7（PDT）。